# Wachtang Kikabidse

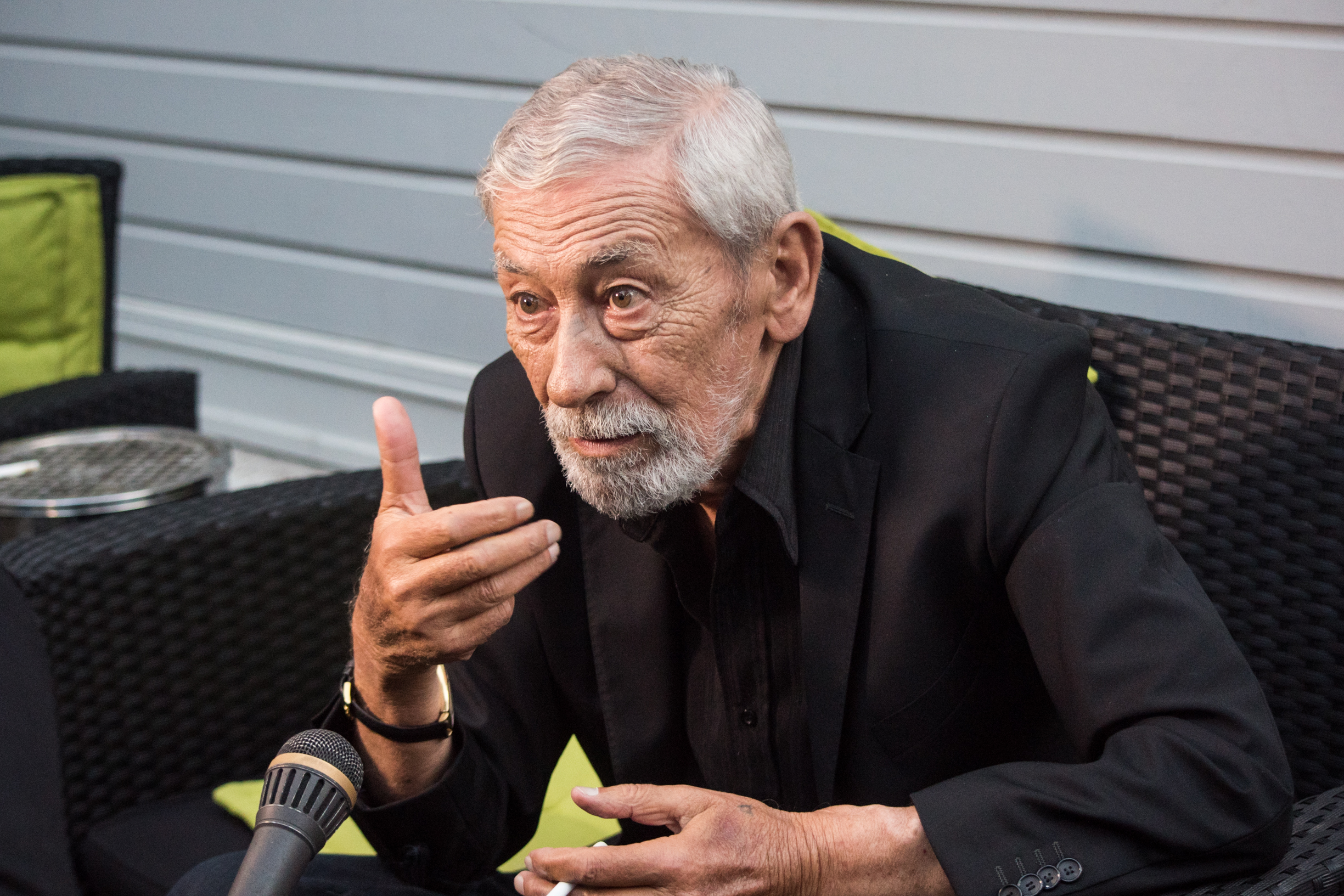
Wachtang Kikabidse

Wachtang Kikabidse genannt Buba Kikabidse (georgisch ვახტანგ კიკაბიძე, russisch Вахтанг Константинович Кикабидзе, wiss. Transliteration Vachtang Konstantinovič Kikabidze, Буба Кикабидзе; * 19. Juli 1938 in Tiflis, Georgische SSR, UdSSR; † 15. Januar 2023 ebenda) war ein sowjetischer bzw. georgischer Filmschauspieler, Sänger und Regisseur. Hauptrollen in leichten Komödien machten ihn schnell in der Sowjetunion populär, er spielte aber auch zahlreiche ernsthafte Rollen, trat im Theater und als Sänger auf.

## Leben
Kikabidse wurde als Sohn einer Fürstin aus dem Hause Bagration-Dawitaschwili geboren. Von 1956 bis 1959 studierte er an der Staatlichen Universität Tiflis und von 1961 bis 1963 am Staatlichen Institut für Fremdsprachen Tiflis.
Ab 1959 gehörte er zum Ensemble der Philharmonie von Tiflis. 1967 wurde er Sänger und Schlagzeuger der in der Sowjetunion sehr populären georgischen Beatband Orera. Er trat mit ihr auf der Weltausstellung in Montreal auf und wurde dort zum seinerzeit drittbesten Schlagzeuger der Welt gewählt.
Ab 1966 arbeitete er auch als Schauspieler. 1973 nahm ihn das staatliche Filmstudio Grusia-Film als Schauspieler unter Vertrag. Er überzeugte als Komiker in den Filmen Ne gorjui (dt. Sei nicht traurig, im Kino als Das Gastmahl der Rose, 1969), Me, gamomdsiebeli (dt. Ich bin ein Detektiv, 1971) und TASS upolnomotschen zajawit … (dt. TASS gibt bekannt …, 1984).
International bekannt wurde Kikabidse durch den Film Mimino (1977), in dem er die Hauptrolle eines Hubschrauber-Piloten aus der georgischen Provinz, der in Moskau Flugkapitän werden will, spielte. Das von ihm gesungene Titellied wurde in der Sowjetunion zum Hit. Beim Festival des Humors und der Satire in Gabrowo, Bulgarien errang er den ersten Preis.
In der Sowjetunion wurde er mit einem zweijährigen Berufsverbot bestraft, und zwar nicht etwa wegen eines Verstoßes gegen Zensur und Propaganda, sondern weil er sich geweigert hatte, in einem Film zusammen mit der Geliebten eines Ministers zu spielen.
2000 drehte er seinen letzten Film, Fortuna. Danach tourte er mit seinen Songs durch Georgien, Westeuropa und Nordamerika. Im August 2008 erklärte er, nie wieder einen Fuß auf russischen Boden setzen zu wollen, aus Protest gegen den „russischen Blitzkrieg“ gegen Georgien.
Wachtang Kikabidse war verheiratet und Vater zweier Kinder.
Bei der Parlamentswahl 2020 trat er auf der Liste der liberal-konservativen Vereinten Nationalen Bewegung auf dem ersten Platz an und wurde ins Parlament gewählt. Dort war er bis zu seinem Tod Mitglied im Kulturausschuss. Er nahm an keiner einzigen Abstimmung im Parlament teil.

## Auszeichnungen

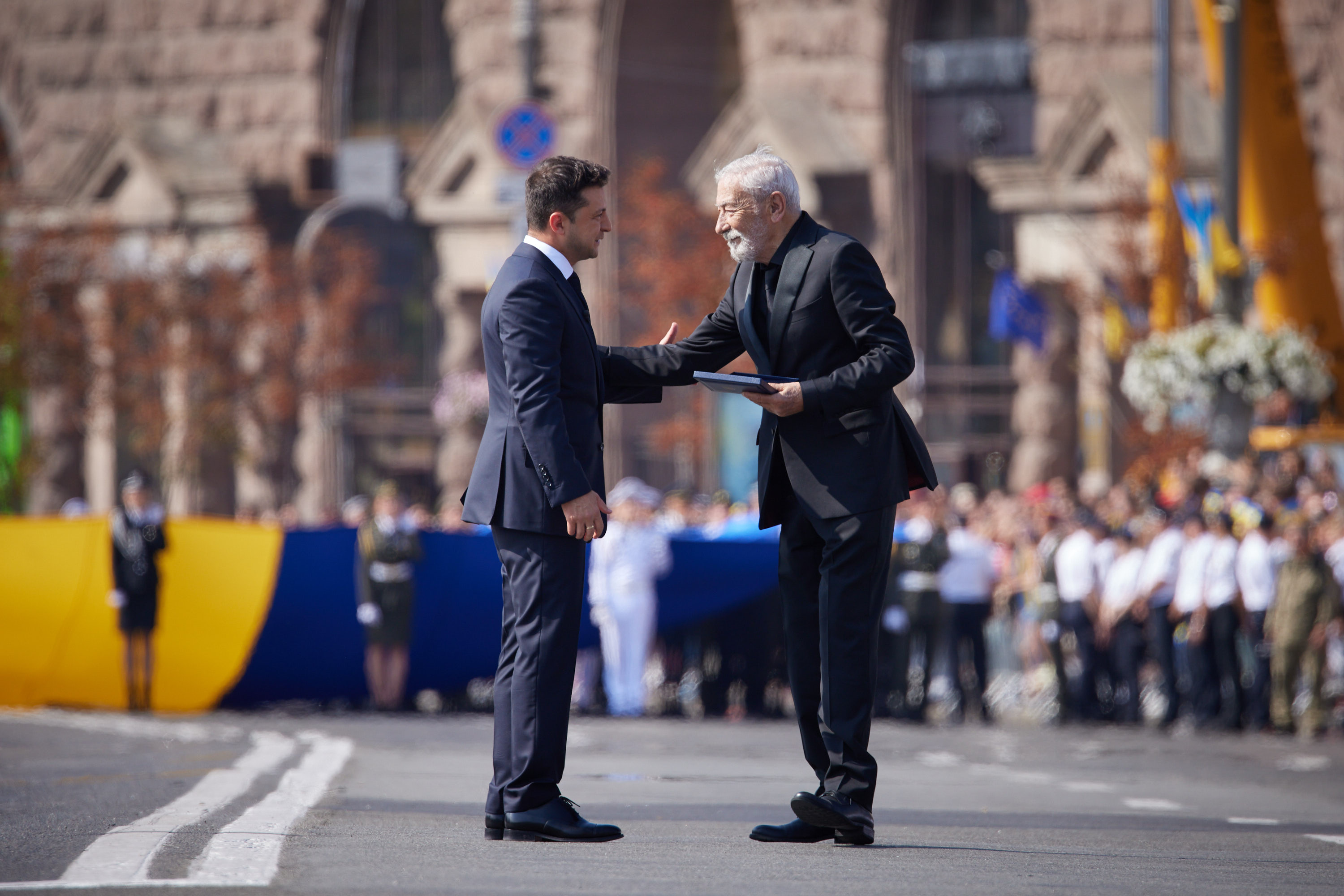
Auszeichnung von Kikabidse mit dem Orden des Fürsten Jaroslaw des Weisen (2021).

Wachtang Kikabidse wurde mit dem Staatspreis der UdSSR, dem russischen Ritterkreuz des Heiligen Konstantin des Großen und dem georgischen Wachtang-Gorgassali-Orden ausgezeichnet. Auf der „Ploschtschad Swjosd“ (deutsch „Platz der Sterne“) in Moskau wurde ihm zu Ehren ein Stern im Bürgersteig eingelassen.
Anlässlich seines 70. Geburtstages sollte Kikabidse mit dem Freundschaftsorden der Russischen Föderation ausgezeichnet werden. Er lehnte dies jedoch vor dem Hintergrund des Einmarsches russischer Truppen in Georgien während des Krieges um Südossetien ab.
Am 24. August 2021 zeichnete der ukrainische Präsident Wolodymyr Selenskyj Kikabidse mit dem Orden des Fürsten Jaroslaw des Weisen aus.

## Werke

### Schauspieler
- 1966: Schechwedra mtaschi (englisch Meeting in Mountains)
- 1967: Orera, sruli swlit
- 1969: Ne gorjui (englisch Don't Grieve)
- Me, gamomdsiebeli (englisch I'm a Detective), Grusia-Film 1971
- Chatabala, Armenien 1971
- Sowsem propaschchij (englisch The Adventures of Huckleberry Finn), Mosfilm 1972
- Weris ubnis melodiebi (englisch Melodies of the Verijsky Quarter), Grusia-Film 1973
- Wolschebnij fonar, Mosfilm 1974
- Propawschaja ekspeditsija (englisch The Lost Expedition), Mosfilm 1975
- Mimino, Mosfilm 1977
- Schechwedramde, megobaro..., TV-Kurzfilm 1980
- Izozchle genazwale (englisch Cheers, My Dear!), Grusia-Film 1981
- Sami sila, TV-Film 1982
- Utro bez otmetok (englisch Morning Without Marks), Mosfilm 1983
- "TASS upolnomotschen zajawit..." (englisch "TASS Is Authorized to Declare..."), TV-Film 1984
- Olga i Konstantin (englisch Olga and Konstantin), Mosfilm 1984
- Mamakatsebi (englisch Real Men and the Others), TV-Film 1985
- Wesjolenkaja pojesdka, Ukraine 1994
- Propawschaja ekspeditsija (englisch The Lost Expedition), TV-Film 1996
- Fortuna (englisch Fortune), Russland 2000

### Regisseur, Drehbuchautor
- Izozchle genazwale (englisch Cheers, My Dear!), Grusia-Film 1981
- Mamakatsebi (englisch Real Men and the Others), TV-Film 1985

### Diskografie
- Pismo drugi. BUBA Records, 1999
- Sekret Stschastja. BUBA Records, 1999
- Tango Ljubwi. OST-Records, 1999
- Lutschschije pesni. Noks Mjusik 2001
- Grand Collection. Kwadro-Disk, 2002
- Moi goda. Russkoje snabschenie 2003
- Stariki-rasbojniki. Super Music 2004
- Ljubownoje nastrojenie. Nikitin, 2005